# Rana tagoi
Rana tagoi es una especie de anfibio anuro de la familia Ranidae.

## Distribución geográfica
Esta especie es endémica de Japón. Se encuentra según:
- Rana tagoi tagoi Okada, 1928 en las islas de Honshū, Shikoku y Kyushu;
- Rana tagoi yakushimensis Nakatani & Okada, 1966 en la isla de Yakushima;
- Rana tagoi okiensis Daito, 1969 en las islas Oki.

## Etimología
Esta especie lleva el nombre en honor a Katsuya Tago.

## Publicación original
- Okada, 1928 : Notes on Japanese frogs. Annotationes Zoologicae Japonenses, Tokyo, vol. 11, n.º 4, p. 269-277.[4]